# Carlos Benjumea
Carlos Julio Benjumea Guevara (Bogotá, 1 de mayo de 1941-Bogotá, 13 de mayo de 2021), conocido como el Gordo, fue un comediante, director de teatro, actor de cine, teatro y televisión colombiano y fundador de la programadora Coestrellas.

## Biografía

### Trayectoria
Con más de 50 años de trayectoria artística «el Gordo» inició haciendo teatro. Posteriormente, se integró al elenco de la reconocida comedia Yo y tú. En los años 70, fue la estrella principal de una serie de filmes humorísticos en películas de El taxista millonario, Esposos en vacaciones y El inmigrante latino, llegó a rodar seis películas de este corte con el director Gustavo Nieto Roa. Más tarde, se dedicaría a las comedias y al teatro.
Fue también copropietario de la empresa de televisión Coestrellas donde realizó espacios como Sabariedades junto a su gran amigo Fernando González Pacheco, Ver para aprender y fundó la compañía teatral La Casa del Gordo donde se destacó en el género de café concierto. 
A finales de los años 90 demostró su talento dramático en novelas como Fuego verde e Isabel me la veló. Durante el presente siglo ha participado en películas como Perder es cuestión de método y en telenovelas como Hasta que la plata nos separe.
En el año 2017, recibió un Premio Víctor Nieto a toda una vida en los Premios India Catalina.
En el año 2021, falleció a causa de complicaciones registradas meses antes.

### Vida personal
Estuvo casado con Liz Yamayusa, quien es la hermana de la actriz Maru Yamayusa.
Sus hijos Ernesto, Paola y Marcela también reconocidos actores de televisión y teatro.

## Filmografía

### Televisión
| Año       | Título                              | Personaje                                |
| --------- | ----------------------------------- | ---------------------------------------- |
| 2019      | Un bandido honrado                  | Psicólogo                                |
| 2016-2019 | La ley del corazón                  | Doctor Hernando Cabal                    |
| 2015      | Dulce amor                          | Julio Santamaria                         |
| 2013      | Allá te espero                      | Don Nazario Restrepo.                    |
| 2012      | Pablo Escobar, el patrón del mal    | Julio Motoa padre (Fabio Ochoa Restrepo) |
| 2009-2010 | Amor en custodia                    | N/A                                      |
| 2009      | El encantador                       | N/A                                      |
| 2008      | Tiempo final                        | Ali                                      |
| 2006-2007 | Hasta que la plata nos separe       | Ismael «Bebé» Dueñas                     |
| 2005      | Juegos prohibidos                   | Balboa                                   |
| 2003-2004 | Un ángel llamado Azul               | Lucas Afanador                           |
| 2001-2002 | Isabel me la veló                   | Marco Antonio Vargas                     |
| 2000      | Alicia en el país de las mercancías | Vicente                                  |
| 1998      | La madre                            | Álvaro «Alvarito» Rodríguez              |
| 1996-1998 | Fuego verde                         | Ernesto Castañeda                        |
| 1988      | Don Camilo                          | Don Camilo                               |
| 1980      | Querido Andrés                      | N/A                                      |
| 1977      | La Guerra de Guerrita               | Señor Guerra                             |
| 1976      | Recordarás mi nombre                |                                          |
| 1975      | Antón García                        |                                          |
| 1974      | Vendaval                            |                                          |
| 1975-1978 | Los Pérez somos así                 |                                          |
| 1956-1976 | Yo y tú                             |                                          |
| Año 1950  | Hogar dulce hogar                   |                                          |
| 1984-1987 | Ver para aprender                   |                                          |
| 1985-1986 | Pacheco, el Gordo y...              |                                          |

## Cine
| Año  | Película                                  | Personaje                 |
| ---- | ----------------------------------------- | ------------------------- |
| 2017 | El Culebro: La historia de mi papá        | Él mismo                  |
| 2004 | Perder es cuestión de método              | Coronel Aristonfanes Moya |
| 1985 | Bonaparte investigador privado            |                           |
| 1981 | Padre por accidente                       |                           |
| 1980 | El inmigrante latino                      |                           |
| 1979 | El taxista millonario                     |                           |
| 1978 | Colombia connection: contacto en Colombia |                           |
| 1978 | El candidato                              |                           |
| 1977 | Esposos en vacaciones                     | Serafín Cortina           |
| 1973 | Préstame tu marido                        |                           |
| 1964 | El río de las tumbas                      |                           |

## Teatro
| Año  | Obra                       |
| ---- | -------------------------- |
| 2005 | Diálogos prostáticos       |
| 1999 | Doña Rosita la soltera     |
| 1977 | No me descubras, Cristóbal |
| 1971 | El fantasma de Canterville |

## Otros
| Año  | Título                  | Rol      | Notas        |
| ---- | ----------------------- | -------- | ------------ |
| 2002 | Protagonistas de Novela | Profesor | Reality Show |
| 1985 | Ver para aprender       |          |              |
| 1972 | Lunes de comedia        |          |              |
| N/A  | Los de al lado          |          |              |
| N/A  | El gordo                |          |              |

Y muchos teleteatros en su carrera.

### Presentador
| Año       | Título                         |
| --------- | ------------------------------ |
| 1985      | Ver para aprender (como Julio) |
| 1982      | Sabariedades                   |
| 1977      | Examen de teatro               |
| 1965-1972 | Estudio 15                     |
| N(A       | Cantata para la patria boba    |

### Director
| Año  | Título           | Notas      |
| ---- | ---------------- | ---------- |
| 1996 | En paños menores | Teatro     |
| 1977 | Examen de teatro | Televisión |
| N/A  | Crónicas         | Televisión |

## Reconocimientos

### Premios TVyNovelas
| Categoría                               | Producción      | Resultado |
| --------------------------------------- | --------------- | --------- |
| Actor de Reparto Favorito de Telenovela | Alla te espero  | Ganador   |
| A toda una vida                         | A toda una vida | Ganador   |
| Trayectoria                             | Trayectoria     | Ganador   |

### Otros
- Un Premio India Catalina
- Dos Premios Antena
- Un Premio ACPE
- Un Premio Gloria de la TV
- Una Orden Simón Bolívar
- Un Premio Macondo
- Un Premio El Tiempo